# Чагане

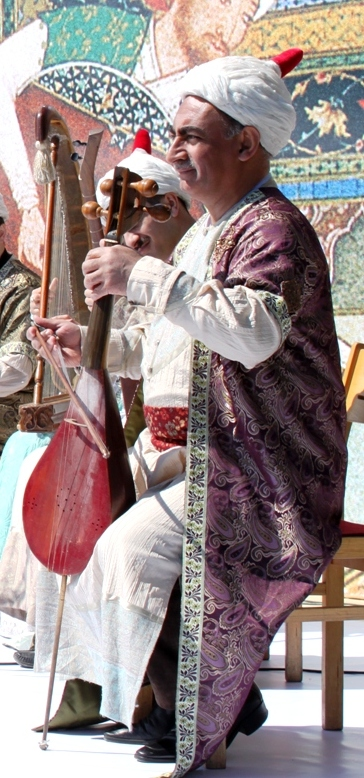
Музыкант, играющий на чагане во время праздника Новруз в Азербайджане

Чаган (Чагане) (азерб. cağan, арм. Չագան, груз. ჩაგანი) — четырёхструнный кавказский смычковый инструмент.

## Упоминания
Побывавший в первой половине XIX века в Азербайджане русский художник Григорий Гагарин, в своей картине «Шемахинские танцовщицы» среди прочих инструментов изобразил также чагане. Инструмент упоминается в произведениях Гатрана Тебризи, Насими, Сеид Азима Ширвани и многих других поэтов-классиков. Чагане — Четырехструнный смычковый инструмент. Чагане имел распространение на территории Азербайджана вплоть до конца XIX века.

## Строение и изготовление
Состоит инструмент из грушевидного корпуса, шейки и головки. Реконструированный образец был представлен на научном симпозиуме в Эдинбурге (Шотландия, 2000), посвящённом истории струнных смычковых инструментов, где произвёл большое впечатление на участников симпозиума. Корпус чагане — продолговатый. Изготавливается методом сборки из ореха, сандала и бука и состоит из 9 частей. Длинный железный штырь, идущий от нижней части корпуса и играющий роль стержня, соединяет корпус и шейку инструмента. Верхняя дека корпуса изготавливается из сосны и имеет в толщину 5 мм, и на ней просверливаются резонаторные отверстия. Во время игры инструмент держат в вертикальном положении, и штырь упирается в пол. Звук извлекают при помощи смычка, который держат в правой руке.
- Длина корпуса — 420 мм
- Ширина — 220 мм
- Высота — 140 мм. .
- Количество струн — 6-9.
- Диапазон чагане — от «фа диез» большой октавы до «фа диез» второй октавы[2].

В связи с типом настройки инструмента, в исполнительской среде используются такие названия, как «сантур соль», «сантур ля» и «сантур си».